# Caserne Fautras
La Caserne Fautras est une ancienne caserne militaire située à Brest, dans le Finistère, en France. Construite à partir de 1730, elle a été utilisée par les troupes de la Marine, puis par le 2e régiment d’infanterie coloniale jusqu’à sa destruction lors des bombardements de 1944. Nommée en l’honneur d’André Bandeuil, chevalier de Fautras, seule une partie de son péristyle, remontée en 1963 sur le boulevard Jean-Moulin, subsiste aujourd’hui.

## Historique
La construction de la caserne débute entre 1730 et 1732 sous Louis XV, selon les plans de M. Dumains, directeur des fortifications de Bretagne. C'est Choquet de Lindu qui achèvera l'agrandissement du bâtiment à partir de 1736 en doublant pratiquement sa capacité. Les travaux s’étendent sur plusieurs décennies, le pavillon central n’étant achevé qu’en 1757. En 1785, la caserne est officiellement nommée en l’honneur d’André Bandeuil, chevalier de Fautras, officier de marine ayant servi comme chef d’escadre et major général de la marine à Brest.

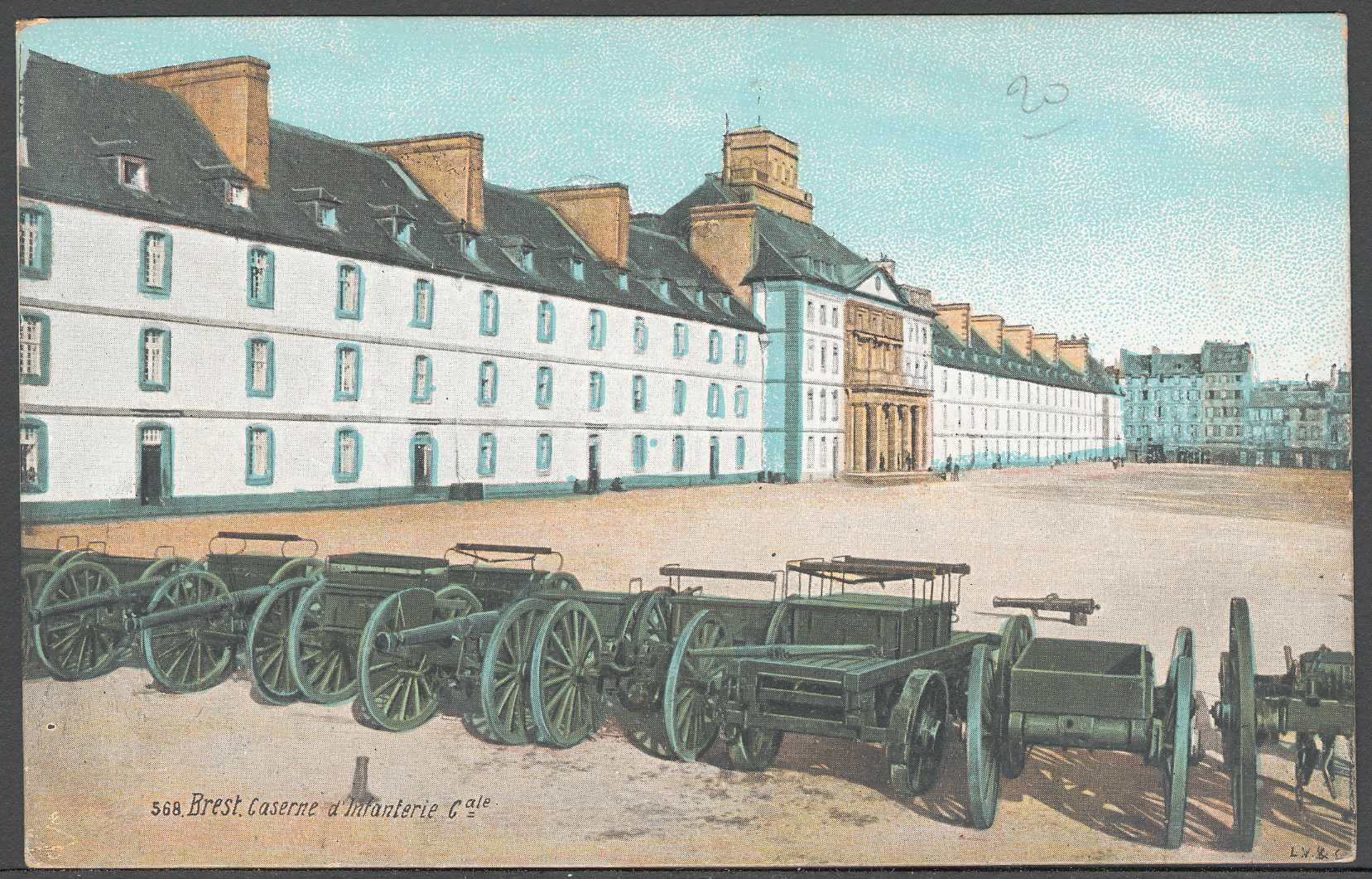
La cour de la caserne.

En 1810, l’ingénieur Jean-Nicolas Trouille est chargé d’améliorer les installations intérieures, jugées défectueuses. En 1819, le pavillon central est doté d’un péristyle composé de trois arches et six colonnes, surmonté d’un observatoire conçu selon les plans de Jean-Charles de Borda. Cet observatoire, situé à 109 mètres au-dessus du niveau de la mer, servait à des observations scientifiques et maritimes.

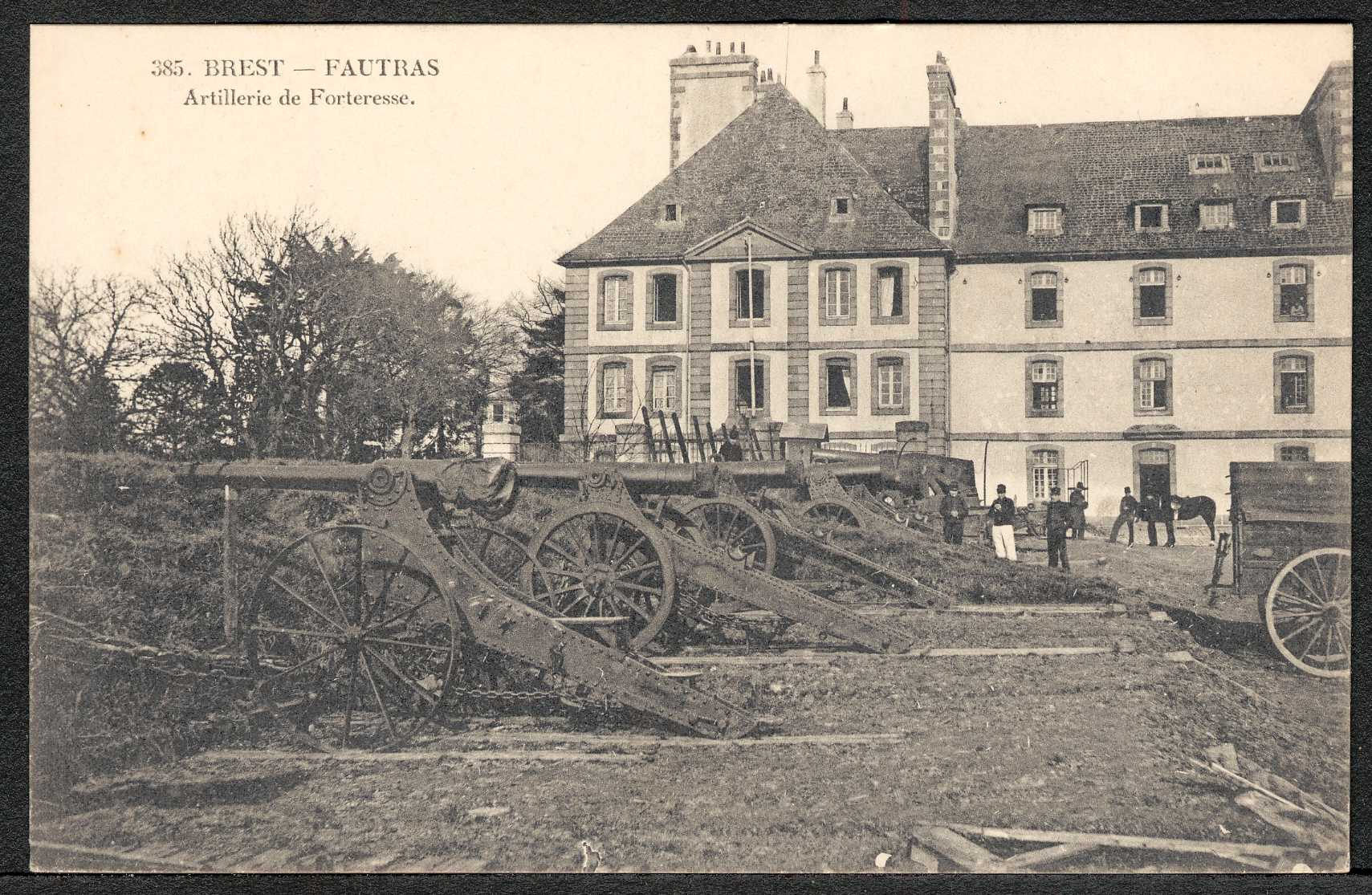
L'artillerie.
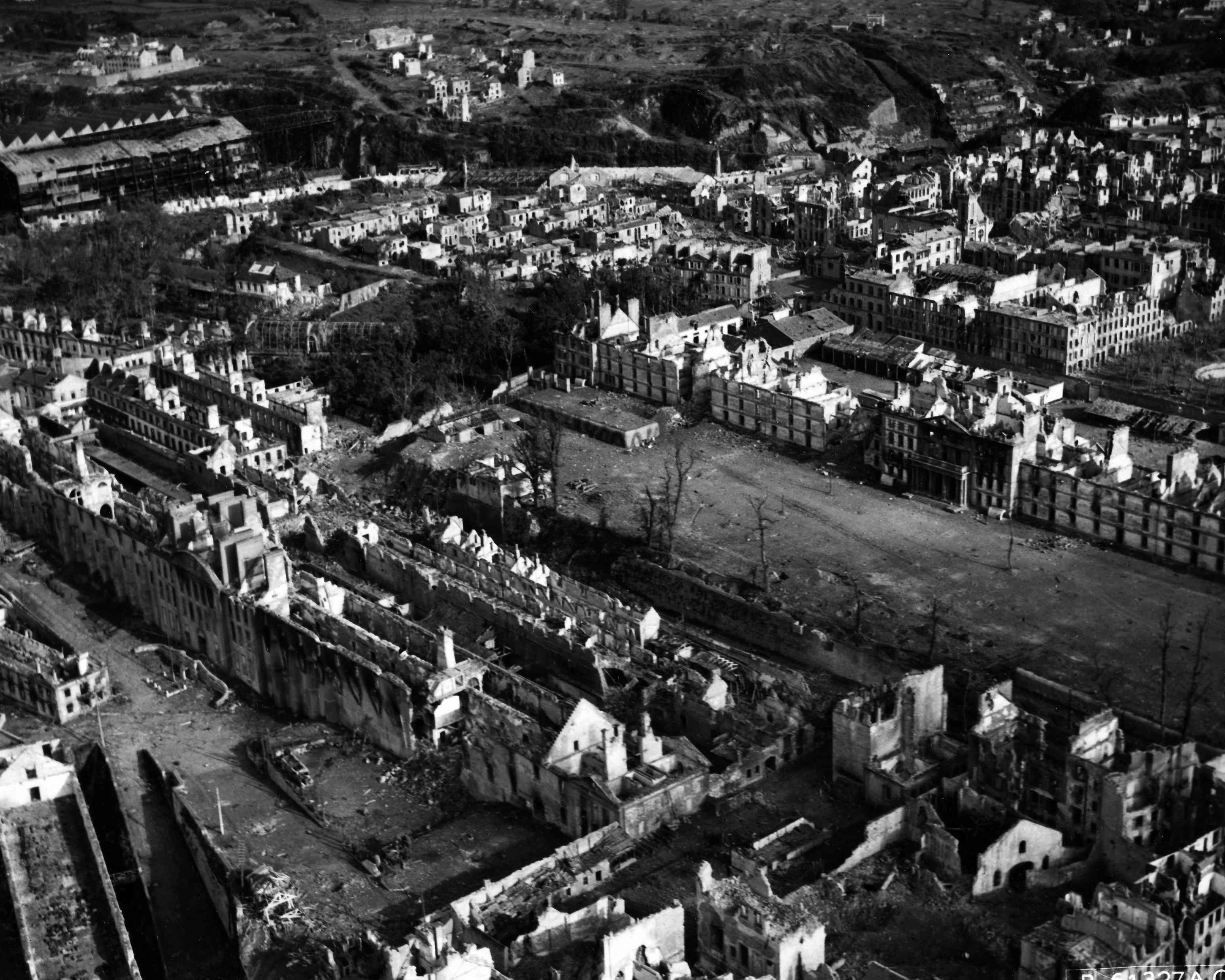
Vue aérienne.
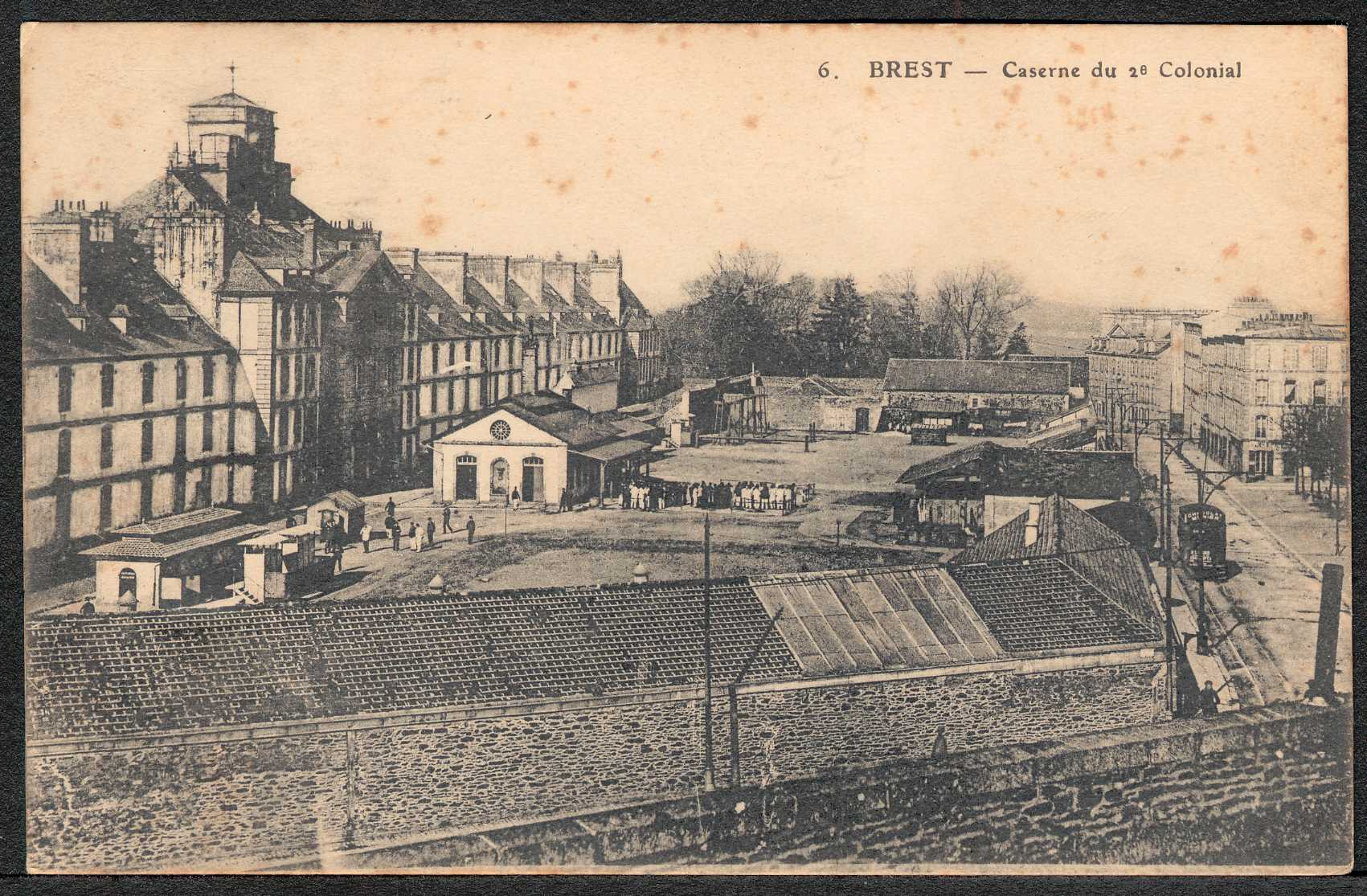
Vue arrière (Rue de Porzmoguer).

À partir de 1854, la caserne est attribuée au 2e régiment d’infanterie de la Marine, puis, en 1890, au 2e régiment d’infanterie coloniale. Le bâtiment, d’une longueur totale d’environ 250 mètres, devient un lieu central de la vie militaire à Brest. Cependant, lors des bombardements alliés de 1944, la caserne est presque entièrement détruite. Seule une partie du péristyle sera conservé. En 1963, grâce à une souscription soutenue par des amicales militaires et des acteurs locaux, le péristyle est remonté dans le square de Bazeilles bordant le boulevard Jean-Moulin.

## Architecture et caractéristiques
La caserne Fautras était un vaste ensemble architectural typique des constructions militaires du XVIIIe siècle, conçu pour accueillir les troupes de la Marine. Les archives du Service Historique de la Défense à Brest, notamment le fonds Z, conservent des plans, élévations et coupes détaillant sa structure. Le péristyle, élément le plus emblématique, se compose de trois arches soutenues par six colonnes, témoignant du style néoclassique de l’époque. Les documents d’archives indiquent également la présence d’une infirmerie régimentaire.

## Vestiges actuels
Ce monument, restauré en 1963, est aujourd’hui intégré aux circuits de découverte du patrimoine brestois. Une plaque commémorative y rappelle l’histoire de la caserne et son rôle dans la ville.

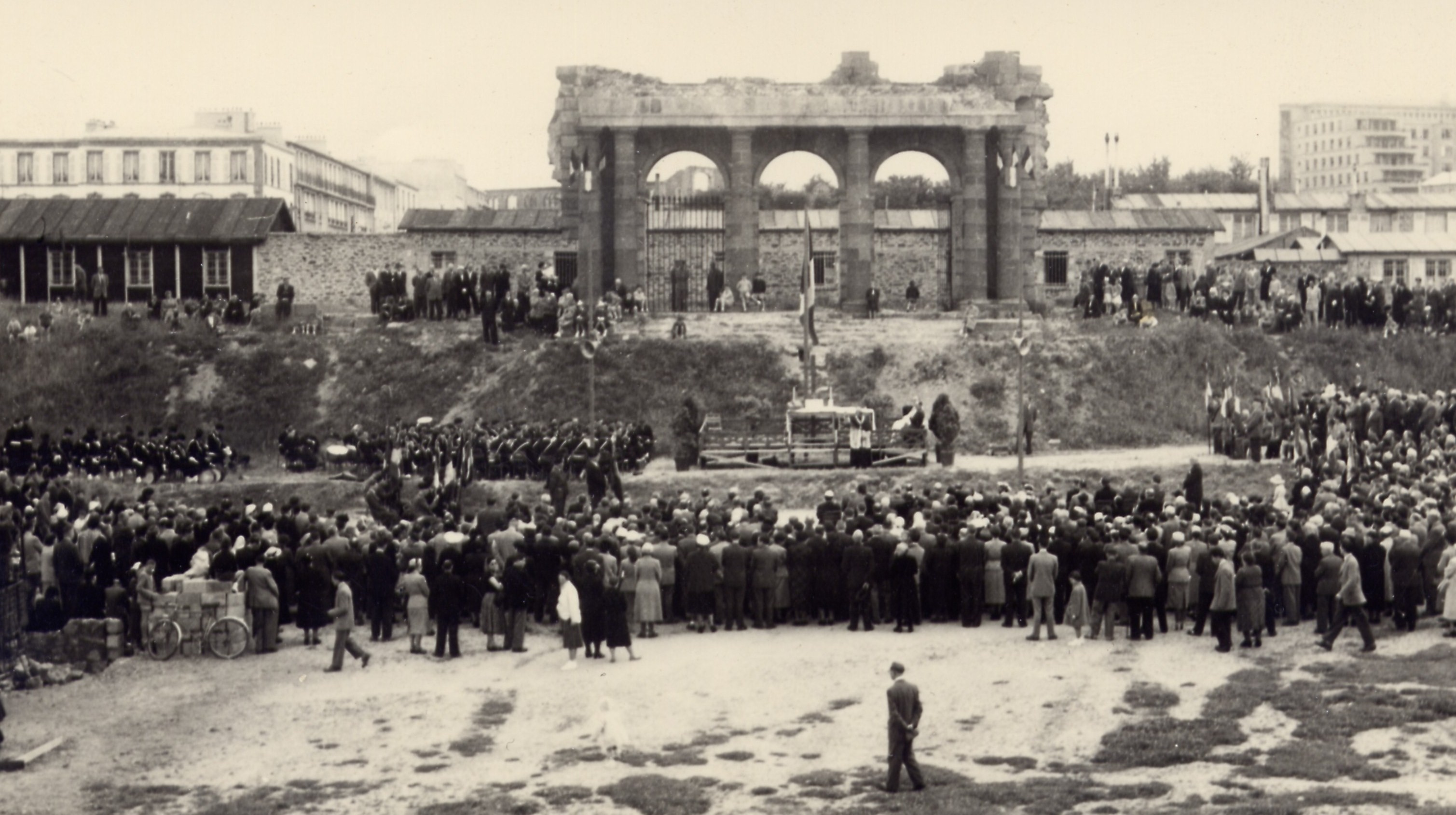
Le péristyle, après-guerre.
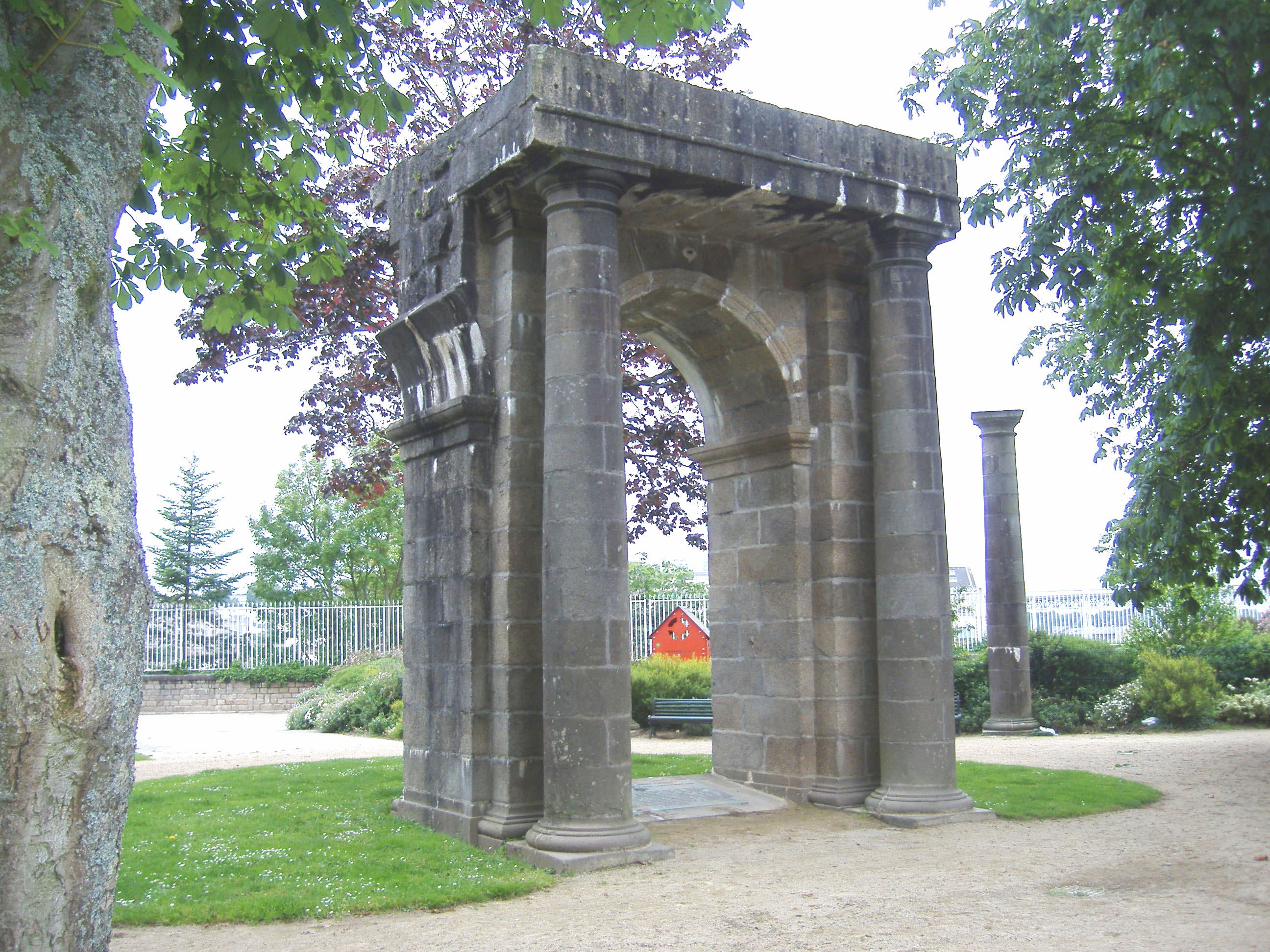
Le péristyle, aujourd’hui.